# Calificările pentru Campionatul Mondial de Fotbal 2014 (UEFA) – Grupa F
Grupa F din Calificările pentru Campionatul Mondial de Fotbal 2014 (UEFA) a fost o grupă din zona de calificări UEFA pentru Campionatul Mondial de Fotbal 2014. Din grupă au făcut parte Azerbaidjan, Israel, Luxemburg, Irlanda de Nord, Portugalia și Rusia.
Câștigătoarea grupei, Rusia, s-a calificat direct la Campionatul Mondial de Fotbal 2014. Cea de-a doua clasată, Portugalia, s-a calificat la barajul pentru accederea la Campionatul Mondial de Fotbal 2014.

## Clasament
| Echipa          | MJ | V | E | Î | GM | GP | G   | Pct |
| --------------- | -- | - | - | - | -- | -- | --- | --- |
| Rusia           | 10 | 7 | 1 | 2 | 20 | 5  | +15 | 22  |
| Portugalia      | 10 | 6 | 3 | 1 | 20 | 9  | +11 | 21  |
| Israel          | 10 | 3 | 5 | 2 | 19 | 14 | +5  | 14  |
| Azerbaidjan     | 10 | 1 | 6 | 3 | 7  | 11 | −4  | 9   |
| Irlanda de Nord | 10 | 1 | 4 | 5 | 9  | 17 | −8  | 7   |
| Luxemburg       | 10 | 1 | 3 | 6 | 7  | 26 | −19 | 6   |

|                 | Azerbaidjan | Israel | Luxemburg | Irlanda de Nord | Portugalia | Rusia |
| --------------- | ----------- | ------ | --------- | --------------- | ---------- | ----- |
| Azerbaidjan     | —           | 1–1    | 1–1       | 2–0             | 0–2        | 1–1   |
| Israel          | 1–1         | —      | 3–0       | 1–1             | 3–3        | 0–4   |
| Luxemburg       | 0–0         | 0–6    | —         | 3–2             | 1–2        | 0–4   |
| Irlanda de Nord | 1–1         | 0–2    | 1–1       | —               | 2–4        | 1–0   |
| Portugalia      | 3–0         | 1–1    | 3–0       | 1–1             | —          | 1–0   |
| Rusia           | 1–0         | 3–1    | 4–1       | 2–0             | 1–0        | —     |

## Meciuri
Programul meciurilor a fost stabilit la o întâlnire în Luxembourg City, Luxembourg, pe 25 noiembrie 2011.
| Rusia                            | 2–0    | Irlanda de Nord |
| -------------------------------- | ------ | --------------- |
| Fayzulin 30' Shirokov 78' (pen.) | Report |                 |

| Azerbaidjan | 1–1    | Israel     |
| ----------- | ------ | ---------- |
| Abishov 65' | Report | Natkho 50' |

| Luxemburg   | 1–2    | Portugalia              |
| ----------- | ------ | ----------------------- |
| da Mota 13' | Report | Ronaldo 28' Postiga 54' |

| Israel | 0–4    | Rusia                                      |
| ------ | ------ | ------------------------------------------ |
|        | Report | Kerzhakov 7', 64' Kokorin 18' Fayzulin 78' |

| Irlanda de Nord | 1–1    | Luxemburg   |
| --------------- | ------ | ----------- |
| Shiels 14'      | Report | da Mota 86' |

| Portugalia                       | 3–0    | Azerbaidjan |
| -------------------------------- | ------ | ----------- |
| Varela 63' Postiga 85' Alves 88' | Report |             |

| Rusia        | 1–0    | Portugalia |
| ------------ | ------ | ---------- |
| Kerzhakov 6' | Report |            |

| Luxemburg | 0–6    | Israel                                                   |
| --------- | ------ | -------------------------------------------------------- |
|           | Report | Radi 4' Ben Basat 12' Hemed 27', 74', 90+1' Melikson 61' |

| Rusia               | 1–0    | Azerbaidjan |
| ------------------- | ------ | ----------- |
| Shirokov 84' (pen.) | Report |             |

| Israel                       | 3–0    | Luxemburg |
| ---------------------------- | ------ | --------- |
| Hemed 13', 48' Ben Basat 35' | Report |           |

| Portugalia  | 1–1    | Irlanda de Nord |
| ----------- | ------ | --------------- |
| Postiga 79' | Report | McGinn 30'      |

| Irlanda de Nord | 1–1    | Azerbaidjan |
| --------------- | ------ | ----------- |
| Healy 90+6'     | Report | Aliyev 5'   |

| Israel                              | 3–3    | Portugalia                          |
| ----------------------------------- | ------ | ----------------------------------- |
| Hemed 24' Ben Basat 40' Gershon 70' | Report | Alves 2' Postiga 72' Coentrão 90+3' |

| Luxemburg | 0–0    | Azerbaidjan |
| --------- | ------ | ----------- |
|           | Report |             |

| Azerbaidjan | 0–2    | Portugalia               |
| ----------- | ------ | ------------------------ |
|             | Report | Alves 63' H. Almeida 79' |

| Irlanda de Nord | 0–2    | Israel                     |
| --------------- | ------ | -------------------------- |
|                 | Report | Refaelov 77' Ben Basat 84' |

| Azerbaidjan | 1–1    | Luxemburg |
| ----------- | ------ | --------- |
| Abishov 71' | Report | Bensi 80' |

| Portugalia | 1–0    | Rusia |
| ---------- | ------ | ----- |
| Postiga 9' | Report |       |

| Irlanda de Nord | 1–0    | Rusia |
| --------------- | ------ | ----- |
| Paterson 43'    | Report |       |

| Rusia                                       | 4–1    | Luxemburg   |
| ------------------------------------------- | ------ | ----------- |
| Kokorin 1', 36' Kerzhakov 59' Samedov 90+3' | Report | Joachim 90' |

| Irlanda de Nord      | 2–4    | Portugalia                      |
| -------------------- | ------ | ------------------------------- |
| McAuley 36' Ward 52' | Report | Alves 21' Ronaldo 68', 77', 83' |

| Israel       | 1–1    | Azerbaidjan     |
| ------------ | ------ | --------------- |
| Shechter 73' | Report | Amirguliyev 61' |

| Rusia                                       | 3–1    | Israel       |
| ------------------------------------------- | ------ | ------------ |
| V. Berezutski 49' Kokorin 52' Glushakov 74' | Report | Zahavi 90+3' |

| Luxemburg                           | 3–2    | Irlanda de Nord          |
| ----------------------------------- | ------ | ------------------------ |
| Joachim 45+1' Bensi 78' Jänisch 87' | Report | Paterson 14' McAuley 82' |

| Azerbaidjan                 | 2–0    | Irlanda de Nord |
| --------------------------- | ------ | --------------- |
| Dadashov 58' Shukurov 90+4' | Report |                 |

| Luxemburg | 0–4    | Rusia                                                 |
| --------- | ------ | ----------------------------------------------------- |
|           | Report | Samedov 9' Fayzulin 39' Glushakov 45+2' Kerzhakov 73' |

| Portugalia | 1–1    | Israel        |
| ---------- | ------ | ------------- |
| Costa 28'  | Report | Ben Basat 85' |

| Azerbaidjan | 1–1    | Rusia        |
| ----------- | ------ | ------------ |
| Javadov 90' | Report | Shirokov 16' |

| Israel        | 1–1    | Irlanda de Nord |
| ------------- | ------ | --------------- |
| Ben Basat 43' | Report | Davis 72'       |

| Portugalia                      | 3–0    | Luxemburg |
| ------------------------------- | ------ | --------- |
| Varela 30' Nani 36' Postiga 78' | Report |           |

Notes
1. ↑  Northern Ireland v Russia was originally to be played on 22 martie 2013, 19:45 local time, but was postponed to the next day, 15:00 local time, due to heavy snowfall,[3] and was postponed again after a pitch inspection in the morning of 23 martie 2013.[4] The match was rescheduled to be played on 14 august 2013.[5]
2. ↑  Russia v Luxembourg was originally to be kicked off at 18:30 local time, but was delayed by an hour due to rain.[6]

## Marcatori
S-au marcat 82 de goluri în 30 de meciuri, cu o medie de 2,73 goluri per meci.
6 goluri
| - Eden Ben Basat | - Tomer Hemed | - Hélder Postiga |

5 goluri
| - Aleksandr Kerzhakov |

4 goluri
| - Bruno Alves | - Cristiano Ronaldo | - Aleksandr Kokorin |

3 goluri
| - Viktor Fayzulin | - Roman Shirokov |  |

2 goluri
| - Ruslan Abishov - Stefano Bensi - Daniel da Mota | - Aurélien Joachim - Gareth McAuley - Martin Paterson | - Silvestre Varela - Denis Glushakov - Aleksandr Samedov |

1 gol
| - Rauf Aliyev - Rahid Amirguliyev - Rufat Dadashov - Vagif Javadov - Mahir Shukurov - Rami Gershon - Maor Melikson - Bibras Natkho | - Maharan Radi - Lior Refaelov - Itay Shechter - Eran Zahavi - Mathias Jänisch - Steven Davis - David Healy - Niall McGinn | - Dean Shiels - Jamie Ward - Hugo Almeida - Fábio Coentrão - Ricardo Costa - Nani - Vasili Berezutski |

## Disciplină
| Poz. | Jucător            | Țara            | Cartonaș galben | Cartonaș roșu | Suspendat pentru meciul                                          | Motiv                       |
| ---- | ------------------ | --------------- | --------------- | ------------- | ---------------------------------------------------------------- | --------------------------- |
| A    | Rauf Aliyev        | Azerbaidjan     | 3               | 1             | vs Luxemburg (7 iunie 2013)                                      | Eliminat                    |
| F    | Gareth McAuley     | Irlanda de Nord | 3               | 0             | vs Portugalia (16 octombrie 2012)                                | Cumul de cartonașe          |
| GK   | Kamran Agayev      | Azerbaidjan     | 2               | 0             | vs Irlanda de Nord (14 noiembrie 2012)                           | Cumul de cartonașe          |
| ST   | Kyle Lafferty      | Irlanda de Nord | 2               | 0             | vs Israel (26 martie 2013)                                       | Cumul de cartonașe          |
| M    | Chris Baird        | Irlanda de Nord | 2               | 0             | vs Israel (26 martie 2013)                                       | Cumul de cartonașe          |
| A    | Cristiano Ronaldo  | Portugalia      | 4               | 0             | vs Azerbaijan (26 martie 2013) vs Luxembourg (15 octombrie 2013) | Cumul de cartonașe          |
| A    | Tomer Hemed        | Israel          | 2               | 0             | vs Irlanda de Nord (26 martie 2013)                              | Cumul de cartonașe          |
| F    | Mathias Jänisch    | Luxemburg       | 2               | 0             | vs Belgium (26 martie 2013)                                      | Cumul de cartonașe          |
| A    | Vüqar Nadirov      | Azerbaidjan     | 2               | 0             | vs Luxemburg (7 iunie 2013)                                      | Cumul de cartonașe          |
| F    | Pepe               | Portugalia      | 4               | 0             | vs Rusia (7 iunie 2013) vs Luxembourg (15 octombrie 2013)        | Cumul de cartonașe          |
| M    | Chris Brunt        | Irlanda de Nord | 4               | 1             | vs Rusia (14 august 2013) vs Luxembourg (10 September 2013)      | Cumul de cartonașe Eliminat |
| ST   | Branimir Subasic   | Azerbaidjan     | 0               | 1             | vs Israel (6 septembrie 2013)                                    | Eliminat                    |
| F    | Mario Mutsch       | Luxemburg       | 2               | 0             | vs Rusia (6 septembrie 2013)                                     | Cumul de cartonașe          |
| F    | Daniel Lafferty    | Irlanda de Nord | 2               | 0             | vs Portugalia (6 septembrie 2013)                                | Cumul de cartonașe          |
| F    | Vasili Berezutski  | Rusia           | 2               | 0             | vs Luxemburg (6 septembrie 2013)                                 | Cumul de cartonașe          |
| M    | Ben Payal          | Luxemburg       | 2               | 0             | vs Irlanda de Nord (10 septembrie 2013)                          | Cumul de cartonașe          |
| ST   | Kyle Lafferty      | Irlanda de Nord | 1               | 1             | vs Luxemburg (10 septembrie 2013)                                | Eliminat                    |
| F    | Fábio Coentrão     | Portugalia      | 2               | 0             | vs Israel (11 octombrie 2013)                                    | Cumul de cartonașe          |
| A    | Hélder Postiga     | Portugalia      | 0               | 1             | vs Israel (11 octombrie 2013)                                    | Eliminat                    |
| F    | Eytan Tibi         | Israel          | 2               | 0             | vs Rusia (10 September 2013)                                     | Cumul de cartonașe          |
| M    | Ruslan Abishov     | Azerbaidjan     | 2               | 0             | vs Irlanda de Nord (11 octombrie 2013)                           | Cumul de cartonașe          |
| F    | Sergey Ignashevich | Rusia           | 2               | 0             | vs Luxemburg (11 octombrie 2013)                                 | Cumul de cartonașe          |
| A    | Aurélien Joachim   | Luxemburg       | 2               | 0             | vs Rusia (11 octombrie 2013)                                     | Cumul de cartonașe          |
| F    | Rasim Ramaldanov   | Azerbaidjan     | 2               | 0             | vs Rusia (15 octombrie 2013)                                     | Cumul de cartonașe          |
| M    | Oliver Norwood     | Irlanda de Nord | 2               | 0             | vs Israel (15 octombrie 2013)                                    | Cumul de cartonașe          |
| F    | Jonny Evans        | Irlanda de Nord | 0               | 1             | vs Israel (15 octombrie 2013)                                    | Eliminat                    |
| M    | Denis Glușakov     | Rusia           | 2               | 0             | vs TBD (2014)                                                    | Cumul de cartonașe          |